# Сургутская ГРЭС-1
Сургутская ГРЭС-1 — пятая по установленной мощности тепловая электростанция (ГРЭС) в России, расположенная в городе Сургуте, ХМАО. Входит в состав ПАО «ОГК-2».

## История
Пуск пускорезервной ТЭЦ Сургутской ГРЭС (во время строительства станции, Сургутская ГРЭС-2 не была ещё построена) состоялся 22 декабря 1971 года. Был поставлен на холостые обороты первый турбогенератор пускорезервной ТЭЦ.
Пуск станции состоялся в феврале 1972 года, строительство новых блоков станции продолжалось уже после её пуска. В год в строй вступал один блок.
В соответствии с опубликованным докладом Федерации американских ученых — «От противостояния к минимальному сдерживанию» (2009), посвященного формированию новой ядерной доктрины США, Сургутская ГРЭС-1 наряду с ГРЭС-2 является одной из 12 основных мишеней на территории России, на которые рекомендуется нацелить ядерные стратегические силы США.
28 июня 2011 года на газорегуляторном пункте Сургутской ГРЭС-1 произошел взрыв. Пострадали 12 человек, четверо из них впоследствии скончались в результате полученных ожогов.
В конце 2012 года суммарная выработка станции с момента пуска достигла 800 млрд  кВт⋅ч.

## Описание
Характеристики станции:
- установленная электрическая мощность — 3 333 МВт[9];
- установленная тепловая мощность — 903 Гкал/ч[9];
- расход электроэнергии на собственные нужды станции — 4,6 %[9];
- удельный расход топлива на отпущенную электроэнергию — 323,2 г/кВт•ч[10];
- станция сертифицирована по ISO 9001:2008[11].

### Установленное оборудование
Станция построена с применением блочной компоновки. По состоянию на конец 2010 года на Сургутской ГРЭС-1 установлено следующее основное оборудование:
- паровая турбина К-210-130-3 ЛМЗ — 13 шт;
- паровая турбина Т-180/210-130-3-1 ЛМЗ — 2 шт;
- паровая турбина Т-178/210-130-3 ЛМЗ — 1 шт;
- паровая турбина ПТ-12-35/10 номинальной мощностью 12 МВт производства КТЗ — 1 шт (выведена из эксплуатации 01.08.2011);
- паровой котёл ТГМ-104 номинальной производительностью 640 т/ч — 2 шт;
- паровой котёл ТГ-104 номинальной производительностью 670 т/ч — 14 шт;
- паровой котел БКЗ-75-39 номинальной производительностью 75 т/ч — 2 шт;
- генератор ТВВ-200-2А — 16 шт;
- генератор Т-2-12-2 — 1 шт. (выведен из эксплуатации 01.08.2011).

### Выработка тепловой и электрической энергии
| Показатель                                   | 2006     | 2007   | 2008   | 2009   | 2010   | 2011   | 2012   | 2013   | 2014   | 2015   | 2016   | 2017   | 2018   | 2019   | 2020   | 2021   |
| -------------------------------------------- | -------- | ------ | ------ | ------ | ------ | ------ | ------ | ------ | ------ | ------ | ------ | ------ | ------ | ------ | ------ | ------ |
| Выработка электроэнергии, млн кВт•ч          | 24 147,5 | 24 469 | 24 543 | 24 437 | 24 406 | 23 767 | 23 056 | 21 907 | 21 615 | 20 830 | 20 412 | 20 262 | 17 570 | 17 617 | 15 116 | 15 580 |
| КИУМ,%                                       | 84,0     | 85,2   | 85,2   | 85,05  | 84,9   | 82,85  | 80,32  | 77     | 76     | 73     | 71     | 70     | 64,9   | 63,9   | 54,6   | 56,5   |
| Отпуск теплоэнергии с коллекторов, тыс. Гкал | 1 800    | 1 659  | 1 694  | 1 642  | 1 604  | 1 467  | 1 471  | 1 607  | 1 656  | 1 557  | 1 646  |        |        |        |        |        |
| Отпуск теплоэнергии, тыс. Гкал               |          |        | 1 677  | 1 622  | 1 584  |        |        |        | 1 639  | 1 542  | 1 629  | 1 734  |        |        |        |        |

## Перечень основного оборудования
| Агрегат                                                 | Тип             | Изготовитель                                     | Количество | Ввод в эксплуатацию                                                                                 | Основные характеристики | Основные характеристики | Источники     |
| Агрегат                                                 | Тип             | Изготовитель                                     | Количество | Ввод в эксплуатацию                                                                                 | Параметр                | Значение                | Источники     |
| ------------------------------------------------------- | --------------- | ------------------------------------------------ | ---------- | --------------------------------------------------------------------------------------------------- | ----------------------- | ----------------------- | ------------- |
| Оборудование паротурбинных установок (энергоблоки 1—16) |                 |                                                  |            | |                         |                         |               |
| Паровой котёл                                           | ТГМ-104         | Таганрогский котельный завод «Красный котельщик» | 2          | 1972 г. 1973 г.                                                                                     | Топливо                 | газ                     | [ 19 ]        |
| Паровой котёл                                           | ТГМ-104         | Таганрогский котельный завод «Красный котельщик» | 2          | 1972 г. 1973 г.                                                                                     | Производительность      | 670 т/ч                 | [ 19 ]        |
| Паровой котёл                                           | ТГМ-104         | Таганрогский котельный завод «Красный котельщик» | 2          | 1972 г. 1973 г.                                                                                     | Параметры пара          | 140 кгс/см2, 570 °С     | [ 19 ]        |
| Паровой котёл                                           | ТГ-104          | Таганрогский котельный завод «Красный котельщик» | 14         | 1×1973 г. 1×1974 г. 2×1975 г. 1×1977 г. 2×1978 г. 2×1979 г. 1×1980 г. 1×1981 г. 2×1982 г. 1×1983 г. | Топливо                 | газ                     | [ 19 ]        |
| Паровой котёл                                           | ТГ-104          | Таганрогский котельный завод «Красный котельщик» | 14         | 1×1973 г. 1×1974 г. 2×1975 г. 1×1977 г. 2×1978 г. 2×1979 г. 1×1980 г. 1×1981 г. 2×1982 г. 1×1983 г. | Производительность      | 670 т/ч                 | [ 19 ]        |
| Паровой котёл                                           | ТГ-104          | Таганрогский котельный завод «Красный котельщик» | 14         | 1×1973 г. 1×1974 г. 2×1975 г. 1×1977 г. 2×1978 г. 2×1979 г. 1×1980 г. 1×1981 г. 2×1982 г. 1×1983 г. | Параметры пара          | 140 кгс/см2, 545 °С     | [ 19 ]        |
| Паровая турбина                                         | К-200-130-3     | Ленинградский металлический завод                | 4          | 1972 г. 1973 г. 1974 г.                                                                             | Установленная мощность  | 210 МВт                 | [ 19 ] [ 20 ] |
| Паровая турбина                                         | К-200-130-3     | Ленинградский металлический завод                | 4          | 1972 г. 1973 г. 1974 г.                                                                             | Тепловая нагрузка       | 0 Гкал/ч                | [ 19 ] [ 20 ] |
| Паровая турбина                                         | К-200-130-3     | Ленинградский металлический завод                | 4          | 1972 г. 1973 г. 1974 г.                                                                             | Параметры пара          | 130 кгс/см2, 540 °С     | [ 19 ] [ 20 ] |
| Паровая турбина                                         | К-200-130-3     | Ленинградский металлический завод                | 9          | 2×1975 г. 1×1977 г. 2×1978 г. 2×1979 г. 1×1981 г. 1×1983 г.                                         | Установленная мощность  | 210 МВт                 | [ 19 ] [ 20 ] |
| Паровая турбина                                         | К-200-130-3     | Ленинградский металлический завод                | 9          | 2×1975 г. 1×1977 г. 2×1978 г. 2×1979 г. 1×1981 г. 1×1983 г.                                         | Тепловая нагрузка       | 20 Гкал/ч               | [ 19 ] [ 20 ] |
| Паровая турбина                                         | К-200-130-3     | Ленинградский металлический завод                | 9          | 2×1975 г. 1×1977 г. 2×1978 г. 2×1979 г. 1×1981 г. 1×1983 г.                                         | Параметры пара          | 130 кгс/см2, 540 °С     | [ 19 ] [ 20 ] |
| Паровая турбина                                         | Т-178/210-130   | Ленинградский металлический завод                | 1          | 1980 г.                                                                                             | Установленная мощность  | 178 МВт                 | [ 19 ] [ 20 ] |
| Паровая турбина                                         | Т-178/210-130   | Ленинградский металлический завод                | 1          | 1980 г.                                                                                             | Тепловая нагрузка       | 183 Гкал/ч              | [ 19 ] [ 20 ] |
| Паровая турбина                                         | Т-178/210-130   | Ленинградский металлический завод                | 1          | 1980 г.                                                                                             | Параметры пара          | 130 кгс/см2, 540 °С     | [ 19 ] [ 20 ] |
| Паровая турбина                                         | Т-180/210-130-1 | Ленинградский металлический завод                | 2          | 1982 г.                                                                                             | Установленная мощность  | 180 МВт                 | [ 19 ] [ 20 ] |
| Паровая турбина                                         | Т-180/210-130-1 | Ленинградский металлический завод                | 2          | 1982 г.                                                                                             | Тепловая нагрузка       | 260 Гкал/ч              | [ 19 ] [ 20 ] |
| Паровая турбина                                         | Т-180/210-130-1 | Ленинградский металлический завод                | 2          | 1982 г.                                                                                             | Параметры пара          | 130 кгс/см2, 540 °С     | [ 19 ] [ 20 ] |